# Marshall County, Alabama
Marshall County är ett administrativt område i delstaten Alabama, USA, med 93 019 invånare. Den administrativa huvudorten (county seat) är Guntersville.

## Geografi
Enligt United States Census Bureau så har countyt en total area på 1 614 km². 1 469 km² av den arean är land och 145 km² är vatten.

### Angränsande countyn
- Jackson County, Alabama - nordöst
- DeKalb County, Alabama - öst
- Etowah County, Alabama - sydöst
- Blount County, Alabama - syd
- Cullman County, Alabama - sydväst
- Morgan County, Alabama - väst
- Madison County, Alabama - nordväst